# Opération Auca
 (mai 2018).

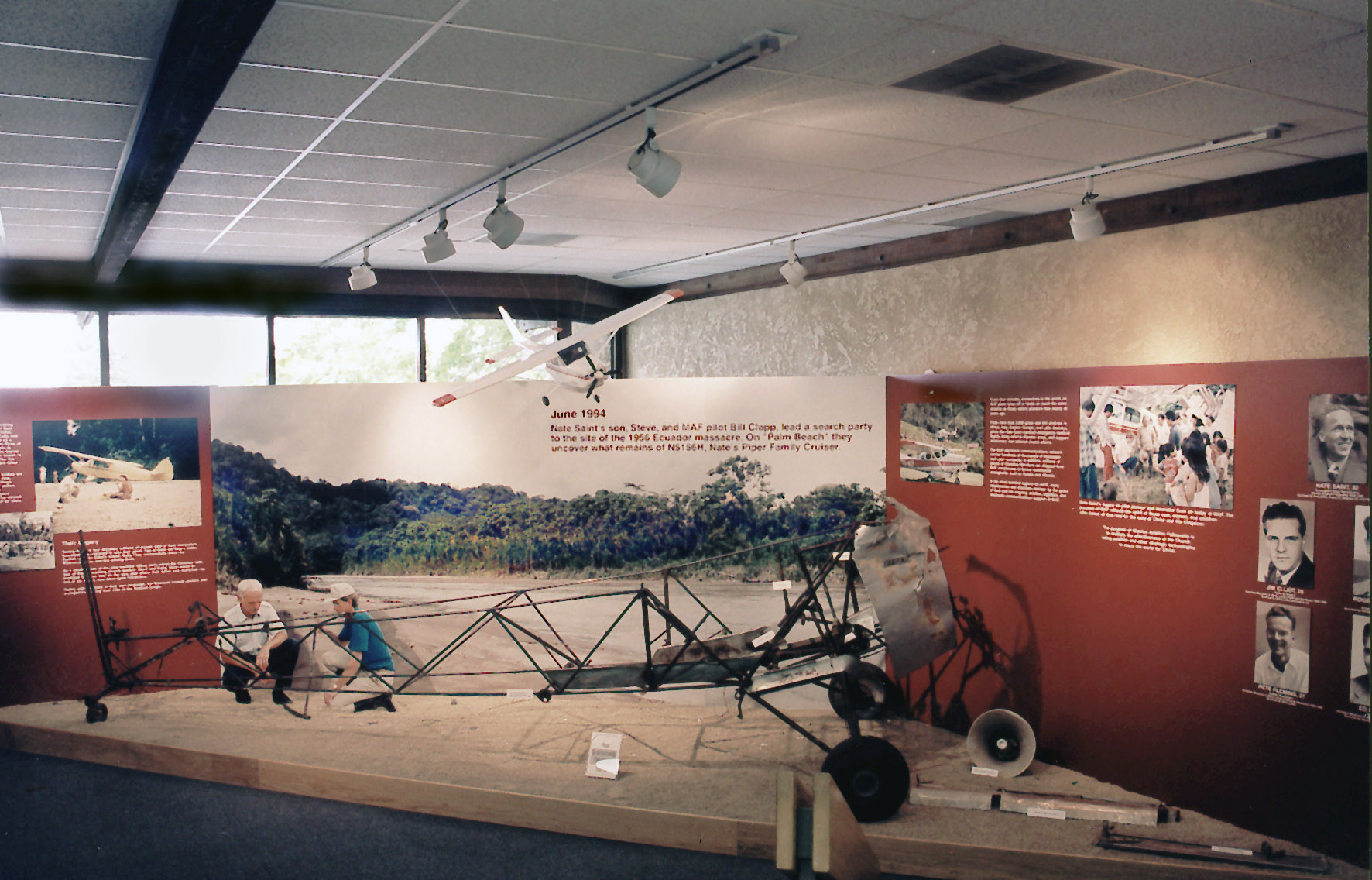
L'armature de l'avion de Nate Saint reconstituée

L’opération Auca est une tentative d'évangélisation du peuple Huaorani, tribu indigène de la forêt amazonienne d'Équateur, par cinq missionnaires chrétiens évangéliques américains.

## Histoire
Jim Elliot entendit pour la première fois parler des Huaorani en 1950 par un ancien missionnaire en Équateur, et vint bientôt à la conclusion que Dieu l’appelait en Équateur pour évangéliser les Huaorani. Il commença à correspondre avec son ami Pete Fleming au sujet de son désir d’exercer un ministère en Équateur, et en 1952 les deux hommes levèrent l’ancre pour Guayaquil en tant que missionnaires avec les Frères de Plymouth,. Durant six mois, ils vécurent à Quito avec comme objectif d’apprendre l’espagnol. Ensuite, ils déménagèrent à Shandia, une mission chrétienne quechua enfoncée dans la jungle équatorienne. Là-bas, ils travaillèrent sous la supervision d’un missionnaire de la Mission Aviation Fellowship, Wilfred Tidmarsh, et commencèrent à s’exposer à la culture et à l’étude de la langue quechua,.
Ed McCully était un autre membre de l’équipe, un homme que Jim Elliot avait rencontré et avec qui il avait sympathisé lorsque tous les deux étudiaient au Wheaton College (dans l’Illinois). Après son diplôme, il épousa Marilou Hobolth et s’inscrivit à un programme d’une année en traitement médical de base à la School of Missionary Medicine à Los Angeles. Le 10 décembre 1952, McCully emménage à Quito avec sa famille en tant que missionnaire des Frères de Plymouth, en projetant de rejoindre rapidement Elliot et Fleming à Shandia. En 1953, néanmoins, la station missionnaire de Shandia fut balayée par une inondation, ce qui retarda leur déplacement jusqu’au mois de septembre de cette année,.
Le pilote de l’équiper, Nate Saint, avait servi en tant que militaire pendant la Seconde Guerre mondiale, ce qui lui offrit une formation au vol en tant que membre de l’United States Army Air Corps. Après avoir été démobilisé en 1946, il étudia lui aussi au Wheaton College, mais abandonna un an plus tard pour rejoindre la Mission Aviation Fellowship en 1948. Lui et sa femme Marj voyagèrent vers l’Équateur vers la fin de l’année, et ils s’installèrent dans les quartiers généraux de la MAF à Shell Mera. Peu après son arrivée, Saint commença à transporter du matériel et de l’équipement aux missionnaires éparpillés à travers toute la jungle. Le travail le mena finalement à sa rencontre avec les quatre autres missionnaires, qu’il rejoignit dans l’opération Auca.
Dans l’équipe, il y avait aussi Roger Youderian, un missionnaire de trente-deux ans qui avait travaillé en Équateur depuis 1953. Sous la bannière de la Gospel Missionary Union, lui et sa femme Barbara, ainsi que leur fille Beth, s’installèrent à Macuma, une station missionnaire dans le sud de la jungle équatorienne. Là-bas, lui et sa femme exercèrent leur ministère auprès du peuple chouar (shuar), apprenant leur langue et la transcrivant.
Animés par la volonté d'être les premiers protestants à évangéliser les Huaorani, les missionnaires survolèrent régulièrement par avion leur territoire en septembre 1955, larguant des cadeaux et des photos d'eux-mêmes en leur communiquant des messages amicaux. Après plusieurs mois d'échanges de cadeaux, encouragés par les réponses des indigènes, les missionnaires décidèrent le 2 janvier 1956 de se poser et d'établir un campement au bord de la rivière Curaray, non loin des territoires Huaorani, qu'ils baptisèrent du nom de « Palm Beach ». Youderian et sa famille commencèrent à exercer leur ministère auprès d’une tribu liée aux chouar, le peuple atchouar. Il travailla avec Nate Saint pour fournir un important matériel médical ; mais après une période de tentative de construire des relations avec eux, il ne vit aucun résultat positif, et, pris par la dépression, envisagea de retourner aux États-Unis. Néanmoins, durant ce temps, Saint prit contact avec lui au sujet de pouvoir rejoindre leur équipe afin de rencontrer les Huaorani, et il y consentit.
Le 8 janvier 1956, les cinq chrétiens de la mission, Jim Elliot et ses quatre compagnons Peter Fleming, Ed McCully, Nate Saint et Roger Youderian, étaient attaqués et massacrés par un groupe de guerriers Huaorani. La nouvelle de leur massacre fit le tour du monde, et le Life magazine couvrit l'évènement avec un reportage photo.
Plusieurs années après la mort de ces hommes, la veuve de Jim Elliot, Elisabeth, et la sœur de Nate Saint, Rachel, sont retournées en Équateur en tant que missionnaires avec le Summer Institute of Linguistics afin de vivre parmi les Huaorani, ce qui conduisit à la conversion de nombre d’entre eux, y compris quelques-uns des assassins des hommes.
Opération Auca a fait l'objet d'un film en 2006, End of the Spear ( « La pointe de la lance »).

## Controverses
Auca a été critiquée par des anthropologues pour son impérialisme culturel, provoquant le début de la disparition de la culture huaorani.